# Riosecoïta
La riosecoïta és un mineral de la classe dels fosfats. Rep el nom de Caleta Río Seco i de la petita ciutat de Río Seco, a Xile, molt a prop de la localitat tipus.

## Característiques
La riosecoïta és un arsenat de fórmula química Ca₂Mg(AsO₃OH)₃(H₂O)₂. Va ser aprovada com a espècie vàlida per l'Associació Mineralògica Internacional l'any 2018, sent publicada per primera vegada el 2019. Cristal·litza en el sistema triclínic. La seva duresa a l'escala de Mohs és 3,5.
L'exemplar que va servir per a determinar l'espècie, el que es coneix com a material tipus, es troba conservat a les col·leccions mineralògiques del Museu d'Història Natural del Comtat de Los Angeles, a Los Angeles (Califòrnia) amb el número de catàleg: 67257.

## Formació i jaciments
Va ser descoberta a la mina Torrecillas, a Salar Grande, dins de la província d'Iquique (Regió de Tarapacá, Xile), tractant-se de l'únic indret de tot el planeta on ha estat descrita aquesta espècie mineral.